# Paleis Kneuterdijk

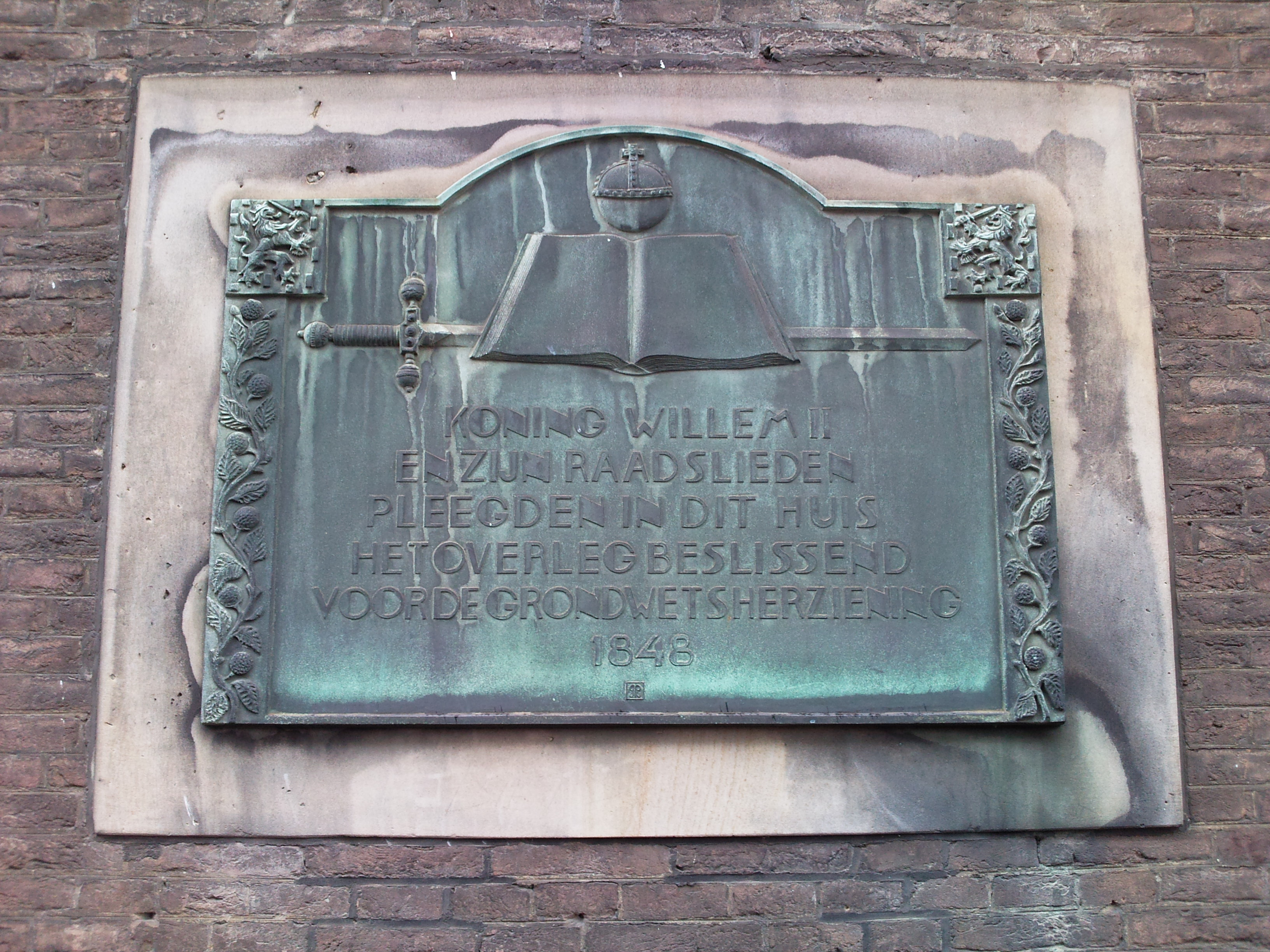
Gedenkteken in de zijgevel ter herinnering aan de nieuwe Grondwet van 1848

Paleis Kneuterdijk is een voormalig stadspaleis in Den Haag gebouwd in 1717 in Lodewijk XIV-stijl. De architect was Daniël Marot. Het paleis is gelegen in de bocht van de Kneuterdijk (verlengde van het Lange Voorhout). Paleis Kneuterdijk maakt deel uit van het gebouwencomplex van de Raad van State. Ook vinden er muziekuitvoeringen plaats in de Gotische zaal. Het gebouw is een rijksmonument. Het paleis is rijksbezit en in portefeuille van het Rijksvastgoedbedrijf.

## Geschiedenis

### Bewoners tot 1879

#### De Van Wassenaers

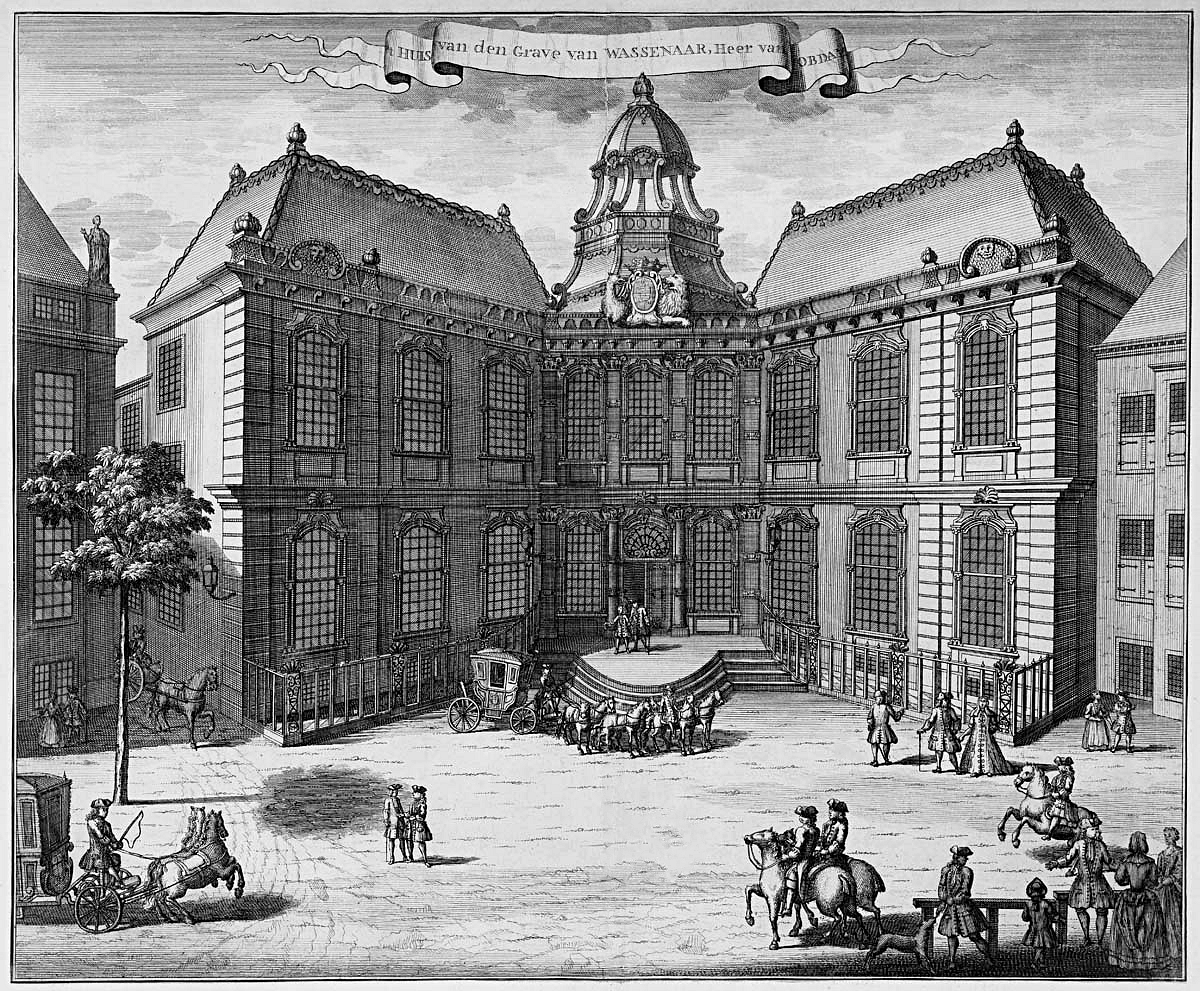
Paleis Kneuterdijk in 1730, kort na de bouw. Het opvallendste verschil met de tegenwoordige staat is de koepel op het gebouw, die nu verdwenen is.

Paleis Kneuterdijk verving een oud familiehuis van de familie Van Wassenaer Obdam. Zij bezaten verscheidene huizen in Den Haag, waaronder ook een huis tegenover het Oude Hof aan het Noordeinde.
Het nieuwe huis werd in barokstijl ontworpen door Daniël Marot (1661-1752). De opdrachtgever was Johan Hendrik rijksgraaf van Wassenaer Obdam (1683-1745). Na zijn dood kwam het pand in handen van zijn broer Unico Wilhelm van Wassenaer Obdam (1692-1766). Diens achterkleindochter Marie Cornélie van Wassenaer Obdam verkocht het paleisje in 1816 aan Koning Willem I.

#### De Oranjes

##### Willem II
Willem I schonk het in 1816 aan zijn zoon Willem, de latere koning Willem II, die eerder dat jaar in het huwelijk was getreden met Anna Paulowna. De latere Willem II zou er de rest van zijn leven blijven wonen.
Voordat kroonprins Willem in zijn paleis trok, werd het in 1816-1817 grondig verbouwd onder leiding van architect Jan de Greef. In het gebouw werden naar de smaak van die tijd verschillende neoclassicistische elementen aangebracht, zoals zuilen en friezen. Tevens werd het paleis tussen 1816-1820 uitgebreid met een neoclassicistische balzaal, met daarin rijen zuilen van massief wit marmer en arabesken tegen het plafond. Aan de achterzijde van het paleis werden beide vleugels verhoogd met een etage. Het hoofdgebouw van het paleis was nog altijd van bescheiden omvang, waardoor de zonen van de Prins van Oranje na verloop van tijd met hun opvoeders en verzorgers moesten worden ondergebracht in een pand aan het Noordeinde dat via de aanbouwen in verbinding stond met het paleis aan de Kneuterdijk.
Na de Belgische Revolutie en het Verdrag van Londen werd België onafhankelijk. De Nederlandse koning moest zijn paleis in Brussel ontruimen en nam zijn na veel geharrewar teruggegeven inboedel naar Nederland mee. Hierbij was een grote schilderijencollectie met werk van onder anderen Michelangelo, Titiaan, Rubens en Rembrandt inbegrepen. Tussen 1840 en 1848 liet Willem II het paleisje uitbreiden met enige zalen om zijn kunstwerken te herbergen. Het werd gebouwd in neogotische stijl door architect G. Brouwers. De koning liet zich in zijn opdracht inspireren door Christ Church te Oxford, waar hij tijdens de Engelse ballingschap van de Oranjes had gestudeerd. Van deze uitbreidingen is alleen de "grote zaal" over. Deze wordt nu de Gotische zaal genoemd. In 1842 werd de Gotische zaal ingewijd door het huwelijk van prinses Sophie, de jongste dochter van de koning en Anna Paulowna.
Na het overlijden van Willem II heeft Anna Paulowna geen gebruik meer gemaakt van het paleis. Zij ging op Buitenrust (hier staat nu het Vredespaleis) en Soestdijk wonen.

##### Willem III
Met het meerderjarig worden van de zoon van Willem III, kroonprins Willem, kreeg hij het paleis in gebruik. Na zijn dood in 1879 werden paleis en inboedel verkocht. De broer van prins Willem, kroonprins Alexander, kocht het gebouw weer terug, maar heeft er geen gebruik van gemaakt. Hij bleef in het Johan de Witthuis, Kneuterdijk 6 wonen. Hierna werd het paleis weinig meer gebruikt.

### Kantoor
Nadat het paleis een tijd had leeggestaan, werd het in 1914 aan het hoofdbestuur van het Rode Kruis ter beschikking gesteld. Van 1921 tot 1927 deed het gebouw dienst als ambtswoning van de minister van Buitenlandse Zaken. Daarna kreeg prinses Juliana het paleis van haar moeder ter beschikking. Wel is er sprake van geweest dat zij hier zou gaan wonen, maar dat is nooit feitelijk gebeurd. Ze bleef er weleens overnachten. Zij gebruikte later het paleis als kantoor van het Nationaal Crisis Comité, dat plannen maakte om de noden van de economische crisis van de jaren 30 te verlichten.

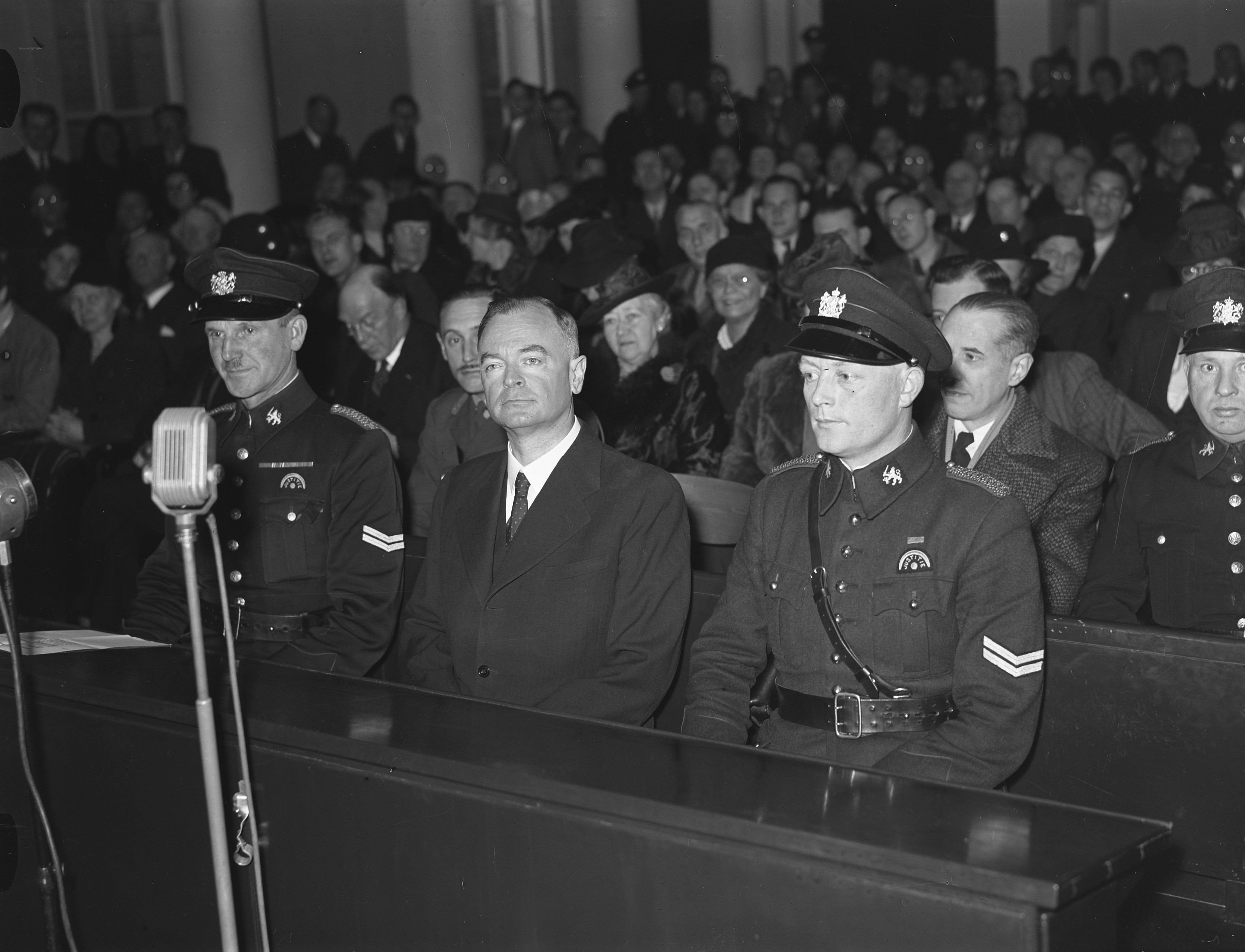
De berechting van Anton Mussert in de voormalige balzaal van Paleis Kneuterdijk.

In 1937 werd het paleis verkocht aan een levensverzekeringsmaatschappij, maar na de Duitse inval in 1940 vorderde de bezetter het gebouw en werd het in gebruik genomen door de "Presse- und Propagandadienst beim Ambte des Reichskommissars" en het nieuwe Departement van Volksvoorlichting en Kunsten. Na de Tweede Wereldoorlog vonden tussen 1945 en 1948 in dit paleis bijna 4.000 strafprocessen plaats tegen voornamelijk Nederlanders, die verdacht werden van oorlogsmisdrijven gepleegd tijdens de Duitse bezetting van Nederland. Enkelen van hen, onder wie Anton Mussert, Max Blokzijl en Kees Kaptein, hebben in de balzaal van het paleis de doodstraf tegen zich horen uitspreken.
Het gebouw werd in 1948 weer in gebruik genomen door de eigenaar, die het deelde met het Ministerie van Financiën. Het ministerie verhuisde in 1975 naar nieuwbouw aan het Korte Voorhout in Den Haag. In 1983 werd het gehele gebouwencomplex na een vijf jaar durende renovatie (architect: Cornelis Wegener Sleeswijk) in gebruik genomen door de Raad van State. Van juni 2008 tot juni 2011 is het paleis opnieuw gerenoveerd volgens plannen ontworpen door de architecten Evelyne Merkx en Patrice Girod. Vanaf juni 2011 heeft de Raad van State het gebouw weer in gebruik en op 5 oktober is het gebouw door koningin Beatrix officieel heropend.

## Gotische Zaal

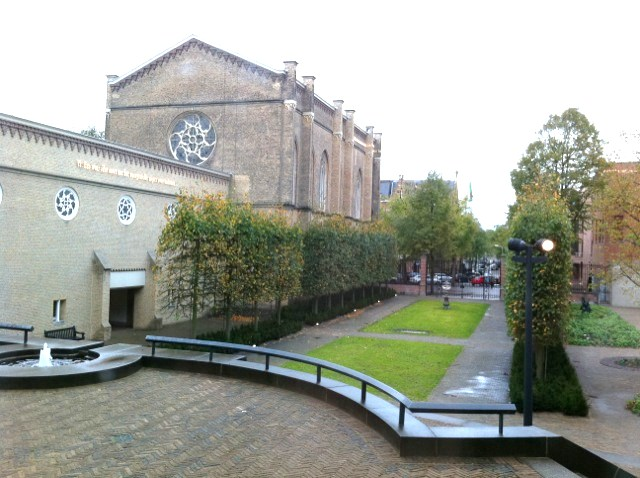
Gotische Zaal naast de Franse tuin. Onder het ronde raam werd in 1841 het orgel geplaatst. De steunberen werden oorspronkelijk bekroond door pinakels, die later tijdens renovatiewerkzaamheden zijn verwijderd.

De Gotische Zaal werd ingewijd op 8 oktober 1842, toen daar de huwelijksinzegening plaatsvond van prinses Sophie van Oranje-Nassau en erfgroothertog Karel Alexander van Saksen-Weimar-Eisenach. Eerder die dag had burgemeester Lodewijk Copes van Cattenburch het burgerlijk huwelijk voltrokken in de Witte Zaal van paleis Kneuterdijk. De Gotische Zaal is het enige dat is overgebleven van de uitbreidingen die koning Willem II tussen 1840 en 1848 liet bouwen om zijn tuin heen achter paleis Kneuterdijk. De rest van de uitbreiding werd in 1882 afgebroken wegens lekkages en instortingsgevaar, alleen de "grote zaal" is over. Die wordt nu de Gotische Zaal genoemd.
De zaal is in 1983, bij de vestiging van de Raad van State in het complex, opnieuw met paleis Kneuterdijk verbonden. De Gotische zaal is te bezichtigen tijdens de Open Monumentendagen.

### Schilderijen

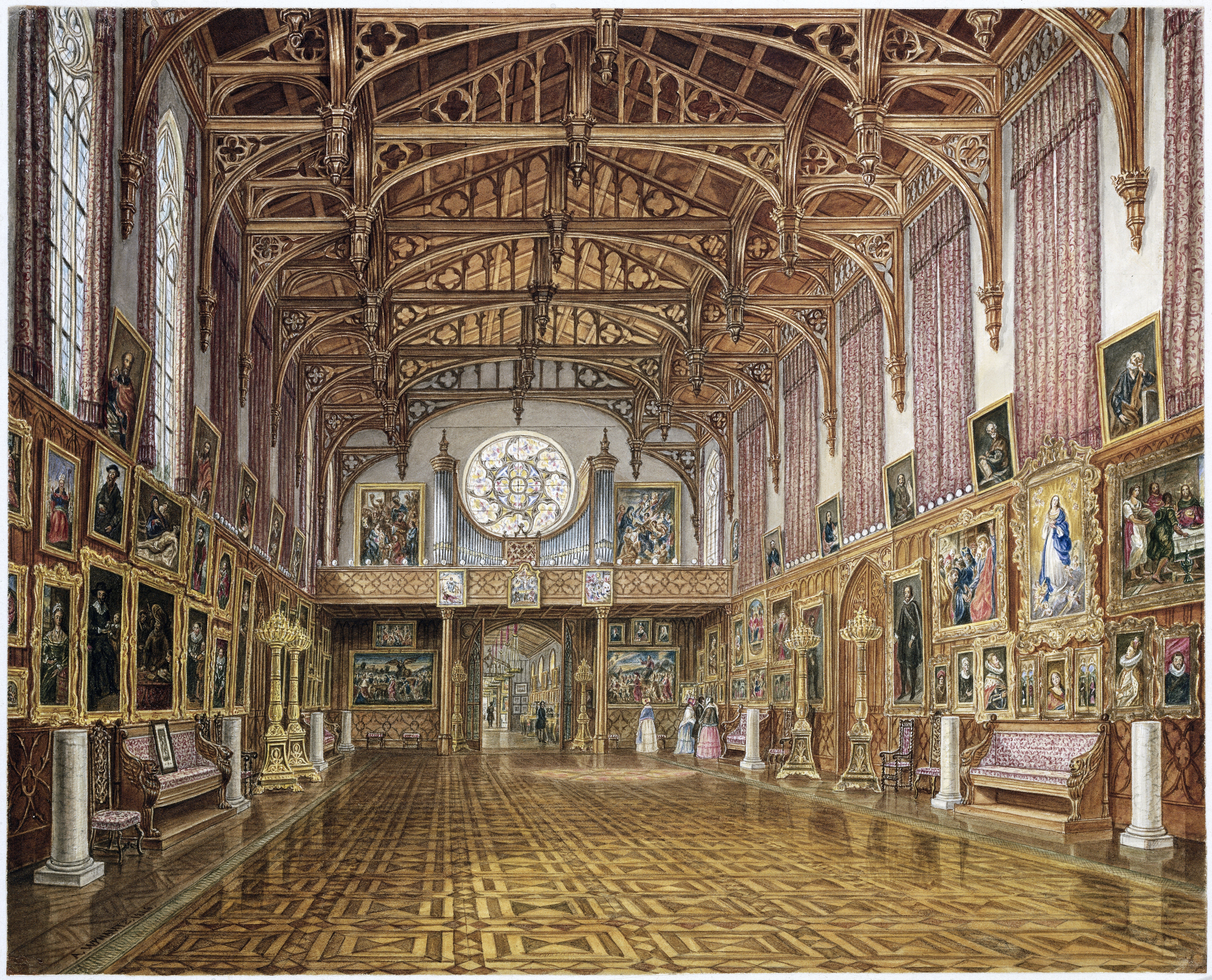
Interieur van de Gotische Zaal in 1846 getekend door Augustus Wijnantz

Aan de linkermuur van de zaal hangt een interessant schilderij van Felix Cottreau. Het stelt de onthulling voor van het standbeeld van Willem van Oranje op het Noordeinde in 1845. De afbeelding laat rechts een deel van de gevel van paleis Noordeinde zien en links ziet men het aanzicht van de galerij die Willem II had gebouwd. Toen de galerij in 1882 was gesloopt werd het standbeeld iets naar achteren verplaatst om het verkeer meer ruimte te geven.

### Bätz-orgel

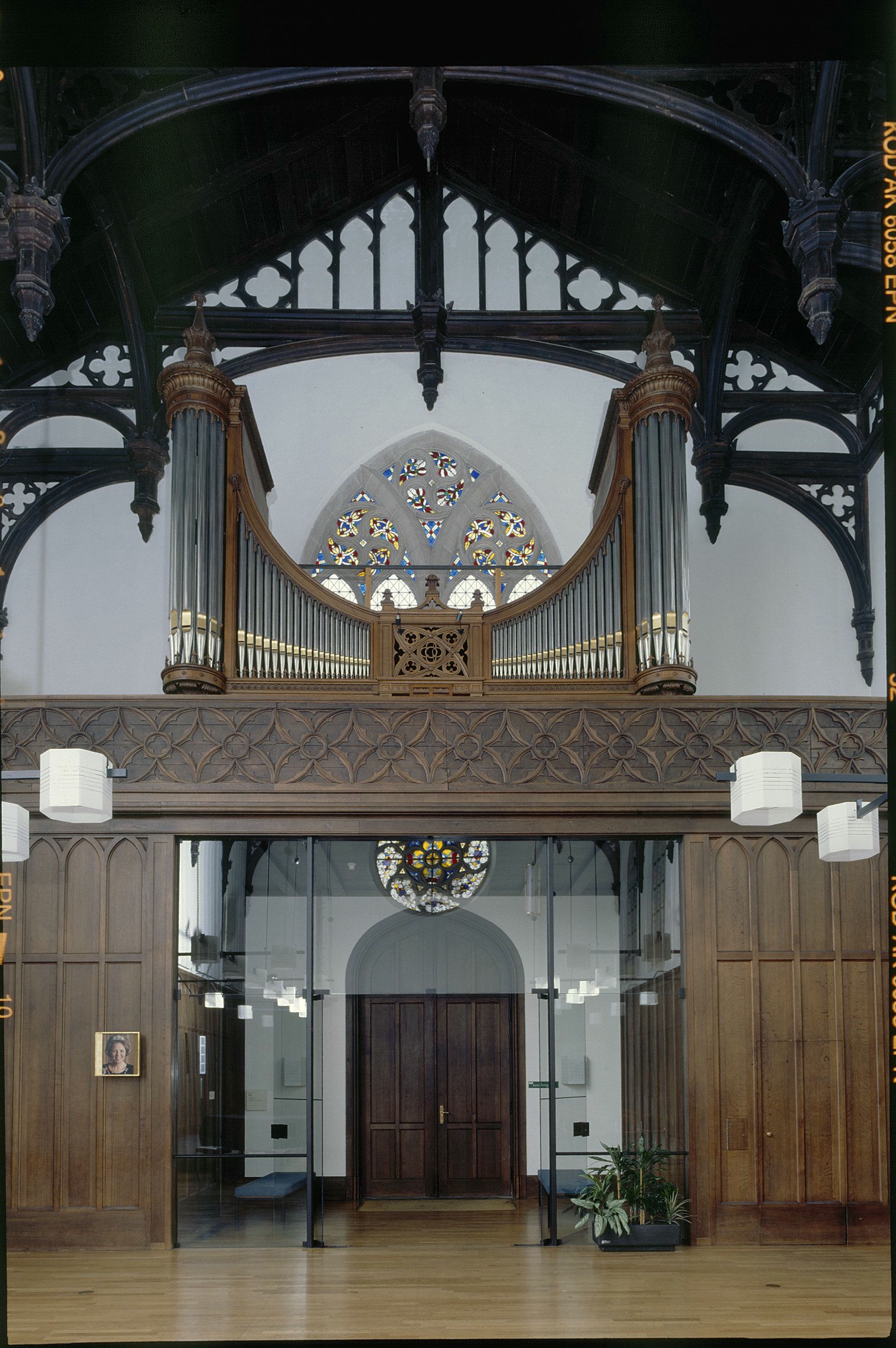
Bätz-orgel, in 1990 verplaatst naar de tegenoverliggende wand

In 1841 bestelde de koning een pijporgel bij de Utrechtse orgelbouwer Jonathan Bätz. Na elf maanden werd het geplaatst op een balustrade boven de entree van de zaal, onder een rond raam, vandaar dat de orgelkas in vorm aangepast moest worden, waarbij de pijpen in een U-vormige ronding werden opgesteld.
Niet lang na de dood van Willem II in 1849 werd het orgel verkocht aan de Koninklijke Muziekschool (het latere Koninklijk Conservatorium) in Den Haag en verhuisde het naar de tekenacademie aan de Prinsegracht waar het conservatorium onderdak had. In 1862 liep het tijdens een bal brand- en waterschade op. Later verhuisde het conservatorium naar de Korte Beestenmarkt, waar het orgel in 1883 in de nieuwe concertzaal werd geplaatst. Het kreeg een vrij pedaal en het nevenwerk werd in een zwelkast geplaatst.
In 1949 werd het orgel overgebracht naar de Willemskerk aan de Nassaulaan, waar het gebruikt werd als koororgel. Nadat de Willemskerk in 1962 gesloten was, stond het van 1965 tot 1984 in de naoorlogse Sionskerk in Haarlem, waar de Gotische pinakels verwijderd werden. Daarna werd het door een stichting aangekocht voor het Muziekcentrum Vredenburg te Utrecht, maar de beoogde plaatsing in de achthoekige grote zaal is nooit doorgegaan.
Daardoor ontstond de mogelijkheid het orgel terug te halen naar het paleis Kneuterdijk. Het werd doorverkocht en kwam in 1990 terug in de Gotische zaal. Het werd niet teruggeplaatst op de oude balustrade, maar aan de overkant. Hier werd een balkon gemaakt in dezelfde stijl als de balustrade. Op de huidige locatie is de ronding van de pijpen gebleven. Regelmatig worden in de zaal lunchconcerten gegeven. Gert Oost werd de vaste bespeler van het orgel. Jos van der Kooy volgde hem in 2007 op.
Hieronder volgt de dispositie van het orgel:
| Hoofdwerk C-f’’’ |                  |
| Prestant         | 16' (C-H gedekt) |
| Prestant         | 8'               |
| Bourdon          | 8'               |
| Octaaf           | 4'               |
| Fluit            | 4'               |
| Nazard           | 3'               |
| Woudfluit        | 2'               |
| Trompet          | 8'               |

| Zwelwerk C-f’’’ |    |
| Holpijp         | 8' |
| Gamba           | 8' |
| Salicet         | 4' |
| Roerfluit       | 4' |
| Gemshoorn       | 2' |
| Tremulant       |    |

| Pedaal C-d’ |     |
| Subbas      | 16' |
| Octaaf      | 8'  |
| Bourdon     | 8'  |
| Octaaf      | 4'  |
| Basson      | 16' |

| Koppelingen |
| HW + ZW     |
| Ped. + HW   |

## Franse tuin
Achter het voormalige paleis ligt een tuin die gedurende het hele jaar open is voor het publiek. Dit is een klein restant van de koninklijke tuin. Deze liep oorspronkelijk door tot aan de Mauritskade. Na het overlijden van koning Willem II is dit stuk verkocht om een deel van zijn schulden af te lossen. De tuin is ingericht in Franse stijl en er staan twaalf beelden opgesteld, elf van de beeldhouwer Eric Claus en een van beeldhouwer Wessel Couzijn. De Franse tuin is geopend van zonsopkomst tot zonsondergang.